# Kromatin
Kromatin er kombinationen af DNA og proteiner, som udgør indholdet i en cellekerne. Kromatinets vigtigste funktion er at pakke DNA sammen så det ikke fylder for meget i cellekernen, og at forhindre skade på DNA, samt kontrollere genudryk og DNA-replikation. Den vigtigste proteinkomponent i kromatin er histoner, som pakker DNA'et sammen. Kromatin findes kun i eukaryotiske celler, da prokaryoter har en anden form for DNA-organisering.
Kromatinstrukturer er afhængige af flere faktorer. Den generelle struktur varierer efter hvilket niveau af cellecyklussen men er på: under interfase er kromatinet strukturelt løspakket for at give adgang til RNA- og DNA-polymeraser, som transskriberer og replikerer DNA'et. Lokal kromatinstruktur er under interfase afhængig af DNA'ets gener: DNA med gener som ofte transskriberes er løsere pakket og er ofte associeret med RNA polymeraser (og kaldes ofte eukromatin), mens DNA med inaktive gener ofte er associeret med strukturelle proteiner (ofte kaldet heterokromatin).
Når cellen forberedes til celledeling pakkes kromatinet tættere for at understøtte deling af kromosomerne under anafase. I denne del af cellecyklussen er de individuelle kromosomer i mange celler synlige i et optisk mikroskop.
| Biologi | Spire Denne artikel om biologi er en spire som bør udbygges. Du er velkommen til at hjælpe Wikipedia ved at udvide den. |